# Дрізд таїтайський
Дрізд таїтайський(Turdus helleri) — вид горобцеподібних птахів родини дроздових (Turdidae). Поширений у Східній Африці.

## Назва
Вид назвали на честь зоолога Едмунда Геллера (1875—1939), колеги американського орнітолога Едгара Александера Мірнса (1856—1916), який науково описав цей вид у 1913 році.

## Поширення
Ендемік нагір'я Таїта на півдні Кенії. Ареал виду обмежується трьома крихітними ділянками лісу на пагорбах Таїта: Мбололо (приблизно 200 га), Нгангао (приблизно 92 га) і Чавія (приблизно 50 га).

## Опис
Птах досягає 20–22 см у довжину. Голова, грудка і верхня частина тіла забарвлені в темний колір. Нижня частина тіла біла, а боки мають рудий відтінок. Очі та дзьоб мають блідо-помаранчевий колір.

## Спосіб життя
Він приурочений до гірських хмарних лісів, не наважуючись на вторинні зарості, чагарники чи культивовані території, хоча території, де вид трапляється, у минулому були сильно вирубані. Незважаючи на численні дослідження, було зареєстровано дуже мало рухів між фрагментами лісів. Він віддає перевагу добре затіненим ділянкам із щільним підліском, високим покривом підстилки та невеликим трав'янистим покривом або без нього, і, отже, зустрічається з більшою щільністю в Мболобо, найменш порушеній лісовій зоні, і найрідше в Чавії, яка має відкритий полог і густий чагарниковий підлісок. Він рідко піднімається вище ніж на 2 м над землею, хоча гнізда можуть будувати на висоті до 10 м у висоту.
У певні пори року його раціон складається переважно з фруктів, але він також їсть безхребетних.
Птах моногамний і наземний, з перекриваючими домашніми ареалами. Розмноження триває між січнем і липнем. Розмір кладки 1-3 яйця.